# Holger Michael Klein
Holger Michael Klein (* 4. März 1938 in Dresden; † 2024) war ein deutscher Anglist und emeritierter Hochschullehrer.

## Leben
Holger M. Klein war das vierte Kind des Pfarrers und Mitgründers der Christengemeinschaft Gerhard Klein (1902–1980) und dessen Frau Elisabeth (1901–1983), geb. von Staudt, einer Gründerin der Dresdner Waldorfschule. Nach zeitweiliger Inhaftierung wurden seine Eltern mit Berufs- und Schreibverbot 1942 aus Dresden ausgewiesen. Die Familie zog nach Amrigschwand im Südschwarzwald. Klein besuchte Schulen in Basel, München und Hannover und studierte Anglistik. 1970 wurde Klein an der Universität München mit einer Dissertation über Das weibliche Portrait in der Versdichtung der englischen Renaissance zum Dr. phil. promoviert. Von 1970 bis 1990 lehrte er Vergleichende Literaturwissenschaft an der University of East Anglia in Norwich. Nach einem Jahr an der Universität von Poitiers wurde er 1991 an die Universität Salzburg berufen. 2004 wurde er emeritiert.
Seine Forschungsschwerpunkte waren die frühneuzeitliche Literatur bis ins 18. Jahrhundert, Kriegsliteratur sowie Theorie und Praxis der Übersetzung. Klein übersetzte Shakespeares Hamlet und Much ado about nothing sowie Heinrich IV., Teil 1 und Heinrich IV., Teil 2 für Reclams Universal-Bibliothek.
Klein hat die AAUTE (Austrian Association of University Teachers of English / Österreichische Gesellschaft der Universitätslehrerinnen und Universitätslehrer für Anglistik und Amerikanistik), zusammen mit Herbert Schendl, 1993 gegründet und hat bis 1998 als Präsident der Organisation fungiert. 
Klein war seit 1967 verheiratet mit Dorothea, geb. Souchay (* 1939 in Stuttgart), einer Tochter des Komponisten Marc-André Souchay.

## Ehrungen
- Ehrendoktor, Universität der Wissenschaften Szeged, 1998

## Werke
- Das weibliche Portrait in der Versdichtung der englischen Renaissance: Analyse einer literarischen Konvention und Beiträge zum Wandel von Stil und Darstellungstechnik in der englischen Dichtung zwischen 1500 u. 1660. München, Phil. F., Diss. v. 22. Mai 1970
- (Hrsg.) The First World War in fiction: a collection of critical essays. New York: Barnes & Noble 1977
- mit John Flower, Eric Homberger (Hrsg.): The Second World War in fiction. London: Macmillan 1984
- (Hrsg.) English and Scottish sonnet sequences of the renaissance. (= Olms-Studien 40) Hildesheim; Zürich; New York: Olms 1984 
  - Band 1: Texts ISBN 978-3-487-07523-5
  - Band 2: Commentary ISBN 978-3-487-07524-2
- Hamlet.
  - Band 1: Einführung, Text, Übersetzung, Textvarianten (= Reclams Universal-Bibliothek Nr. 8243)Stuttgart: Reclam 1984 ISBN 978-3-15-008243-0
  - Band 2: Kommentar, Bibliographie (= Reclams Universal-Bibliothek Nr. 8244), Stuttgart: Reclam 1984 ISBN 978-3-15-008244-7
- Neuauflage in einem Band 2014 (= Reclams Universal-Bibliothek Nr. 18700), Stuttgart: Reclam 2014 ISBN 978-3-15-018700-5
- J. B. Priestley’s Plays. 1988
- (Hrsg.): Much ado about nothing: a new critical edition. Salzburg: Institut für Anglistik und Amerikanistik, Universität Salzburg 1992 ISBN 3705202472
- Much ado about nothing. Hrsg., übers. und kommentiert (= Reclams Universal-Bibliothek 3727) Stuttgart: Reclam 1993 ISBN 978-3-15-003727-0
- The Artistry of Political Literature: Essays. 1994
- mit Wolfgang Görtschacher: Narrative strategies in early English fiction. Lewiston, N.Y.: Edwin Mellen Press 1995
- King Henry IV. Hrsg., übers. und kommentiert 
  - Teil 1 (= Reclams Universal-Bibliothek Nr. 19048) Stuttgart: Reclam 2013 ISBN 978-3-15-019048-7
  - Teil 2 (= Reclams Universal-Bibliothek Nr. 19105) Stuttgart: Reclam 2013 ISBN 978-3-15-019105-7
- J. B. Priestley’s Fiction. 2002

### Festschriften
- Sabine Coelsch-Foisner, Wolfgang Görtschacher (Hrsg.):  Text and context: essays in English and American studies in honour of Holger M. Klein. Rheinfelden: Schäuble 1998, ISBN 3877180248
- Sabine Coelsch-Foisner, György E. Szönyi: "Not of an Age, but for All Time": Shakespeare across lands and ages : essays in honour of Holger Klein on the occasion of his 66th birthday. Wien: Braumüller 2004